# Heinrich Böx
Heinrich Böx (* 21. Juni 1905 in Aurich; † 4. September 2004) war ein deutscher Germanist, CDU-Politiker und Diplomat.

## Leben und Beruf
Böx arbeitete von 1928 bis 1939 im Hamburger Schuldienst. 1930 promovierte er nebenberuflich im Fach Germanistik an der Universität Hamburg. 1939 bis 1945 war er Soldat. Von 1945 bis 1949 übte er eine journalistische Tätigkeit aus, so im German News Service, beim Deutschen Pressedienst, bei der Kölnischen Rundschau.
Böx trat dann der CDU bei. Im Mai 1949 war er gemeinsam mit dem CDU-nahen Journalisten Franz Hange als Helfershelfer des Bundeskanzlers Konrad Adenauer in der Hauptstadtfrage (Bonn oder Frankfurt am Main) entscheidend tätig, indem beide Adenauer die fiktive Meldung angeblicher SPD-Siegesgewissheit zugunsten Frankfurts zukommen ließen, die dieser vor den CDU-Abgeordneten des Parlamentarischen Rates verlas und daraufhin eine Mehrheit für Bonn erreichte.
Böx wurde im Gefolge am 25. September 1949 unter Adenauer zum beamteten Staatssekretär im Bundeskanzleramt und erster Chef der Geschäftsstelle, später Presse- und Informationsamt der Bundesregierung, ernannt. Dieses Amt gab er am 10. November 1949 an Paul Bourdin ab. Böx blieb Leiter der Auslandsabteilung und stellvertretender Chef des BPA. Von 1951 bis 1970 arbeitete er im Auswärtigen Amt, dort u. a. von 1951 bis 1956 als Konsul I. Klasse bzw. ab 1955 als Generalkonsul in New York, 1956 wurde er Leiter des Saarreferats im AA und wechselte 1957 als stellvertretender Generalsekretär zur WEU. 1961 bis 1964 war er als Generalkonsul (Leiter der Handelsvertretung) in Helsinki, 1964 bis 1966 Botschafter in Oslo, Norwegen, und von 1966 bis 1970 als Gesandter (Leiter der Handelsvertretung) in Warschau, Polen.
1976 wurde Böx wegen des Verdachts der Spionage als Chef des CDU-Büros für Auswärtige Beziehungen suspendiert. Ab Mai 1976 ermittelte die Bundesanwaltschaft gegen Böx und seine langjährige Mitarbeiterin Helge Berger wegen „nachrichtendienstlicher Tätigkeit“ für eine „fremde Macht“. Berger, die in der Warschauer Handelsmission bis 1970 als seine Sekretärin gearbeitet hatte und zu der er auch danach enge persönliche Kontakte unterhielt, wurde tatsächlich als Agentin der Stasi enttarnt und 1977 vom OLG Düsseldorf zu fünf Jahren Haft verurteilt. Das Verfahren gegen Böx wurde wenig später eingestellt.
1976 wurde Böx Ehrenpräsident der Deutsch-Togolesischen Gesellschaft e. V. (DTG) mit Sitz in Stuttgart.
Mit seiner Frau Erica (geborene Wieck) hatte er zwei Kinder. Böx starb im Alter von 99 Jahren.

## Werke
- Kleists politische Anschauungen. Hamburg 1929, Phil. Dissertation, Advent-Verlag, Hamburg 1930.